# Stéphanie Legrand
Stéphanie Legrand est une footballeuse française née le 18 août 1978 à Versailles, évoluant au poste de défenseuse. 
Au Paris Saint-Germain depuis 2000, elle participe à la montée du club francilien dans l'élite. Après un bref passage à Evreux, elle fait en 2008 son retour à Paris. Elle n'a pas joué de matchs durant la saison 2010-2011.
Elle a également évolué au sein de l'effectif du PSG en tant que troisième gardienne.

## Palmarès
Paris Saint-Germain
- Championne de France Division 2 en 2001
- Vainqueur du Challenge de France en 2010

## Statistiques
| Saison                | Club                  | Championnat           | Championnat | Championnat | Coupe(s) nationale(s) | Coupe(s) nationale(s) | Total | Total |
| Saison                | Club                  | Division              | M.          | B.          | M.                    | B.                    | M.    | B.    |
| 2002-2003             | Paris Saint-Germain   | Division 1            | 1+          | 1           |                       |                       | 1     | 1     |
| 2003-2004             | Paris Saint-Germain   | Division 1            | 13          | 0           |                       |                       | 13    | 0     |
| 2004-2005             | Paris Saint-Germain   | Division 1            | 21          | 0           | 1+                    | 2                     | 22    | 2     |
| 2005-2006             | Paris Saint-Germain   | Division 1            | 21          | 1           |                       |                       | 21    | 1     |
| 2006-2007             | Paris Saint-Germain   | Division 1            | 20          | 1           | 1                     | 0                     | 21    | 1     |
| Sous-total            | Sous-total            | Sous-total            | 76          | 3           | 2                     | 2                     | 78    | 5     |
| 2007-2008             | Évreux AC             | Division 1            | 22          | 0           | 1                     | 0                     | 23    | 0     |
| Sous-total            | Sous-total            | Sous-total            | 22          | 0           | 1                     | 0                     | 23    | 0     |
| 2008-2009             | Paris Saint-Germain   | Division 1            | 10          | 0           | 0                     | 0                     | 10    | 0     |
| 2009-2010             | Paris Saint-Germain   | Division 1            | 2           | 0           | 1                     | 0                     | 3     | 0     |
| 2010-2011             | Paris Saint-Germain   | Division 1            | 0           | 0           | 0                     | 0                     | 0     | 0     |
| Sous-total            | Sous-total            | Sous-total            | 12          | 0           | 1                     | 0                     | 13    | 0     |
| Total sur la carrière | Total sur la carrière | Total sur la carrière | 110         | 3           | 4                     | 2                     | 114   | 5     |